# 1992 DZ
1992 DZ är en asteroid i huvudbältet som upptäcktes den 27 februari 1992 av den japanska astronomen Nobuhiro Kawasato i Uenohara.
Asteroiden har en diameter på ungefär 6 kilometer och den tillhör asteroidgruppen Eunomia.